# グルカン-1,4-α-マルトトリオヒドロラーゼ
グルカン-1,4-α-マルトトリオヒドロラーゼ(Glucan 1,4-alpha-maltotriohydrolase、EC 3.2.1.116)は、4-α-D-グルカン マルトトリオヒドロラーゼという系統名を持つ酵素であり、以下の化学反応を触媒する。
デンプン性多糖の(1->4)-α-D-グルコシド結合を加水分解し、鎖の非還元末端から連続するマルトトリオース単位を除去する。
生成物は、α型の配位である。